# Smalbladig porslinsblomma
Smalbladig porslinsblomma (Hoya linearis) är en art i familjen oleanderväxter. Den förekommer naturligt från Himalaya till Myanmar och sydvästra Kina. Arten odlas som krukväxt i Sverige.
Arten är en epifytisk, tätt hårig, hängande halvbuske, som kan bli 1,5 m lång. Bladskaften blir cirka 2 mm. Bladskivan är linjär, 2,5–5 cm lång och cirka 3–5 mm i diameter, uddspetsiga med killik bas. Bladens sidonerver är otydliga. Blommorna sitter 10–13 i toppställda, falska flockar. Själva blommorna är doftande och har vit krona som blir 8–12 mm i diameter, den är kal eller med papiller på insidan. Bikronans flikar är stjärnlikt utbredda, vit med gulrosa sporrar. Frukten består av en ensam karpell com blir cirka 6,5 cm långa och 5 mm i diameter. Fröna har vita hår.

### Webbkällor
- Svensk Kulturväxtdatabas
- Flora of China - Hoya linearis